# 75063 Koestler
75063 Koestler è un asteroide della fascia principale. Scoperto nel 1999, presenta un'orbita caratterizzata da un semiasse maggiore pari a 2,3897682 UA e da un'eccentricità di 0,1129025, inclinata di 5,90813° rispetto all'eclittica.
L'asteroide è dedicato allo scrittore ungherese naturalizzato britannico Arthur Koestler.